# ام بي 18

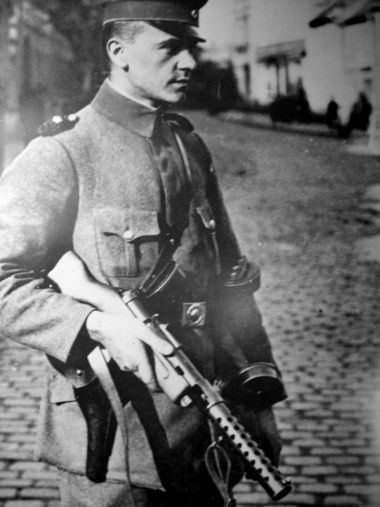
شرطة برلين سنة 1919

إم بي 18 (بالإنجليزية: MP 18)‏ هو رشاش ألماني صمم سنة 1916 ويعتبر أول رشاش استخدم في المعارك والحروب بشكل عملي وكان تصميمه بالرغم من توقف تصنيعه حوالي سنة 1920 الملهم لصناعة الأسلحة الرشاشة ما بين سنتي 1920-1960 .

## التاريخ القتالي للسلاح
استعمل بشكل ملحوظ في المراحل النهائية من الحرب العظمى (الحرب العالمية الأولى) ، خاصة في هجوم الربيع . استعمل في سنة 1919 خلال حقبة الثوريين الألمان بشكل جيد في القتال من بيت إلى بيت .
و أيضا ما بين سنتي 1920-1940 ، أظهر زيادة كبيرة في الاستخدام القتالي حيث استخدم في أمريكا الجنوبية وفي الحرب الأهلية الإسبانية وعند القوات الصينية خلال الغزو الياباني للصين التي كانت مدربة جيدا التي كلفت اليابانيين الغزاة خسائر مكلفة وجسيمة كما في معركة شانغهاي، ويذكر أيضا معركة ستالينجراد ، وفي برلين وفيينا ووارسو .
استمر استخدامه في الشرطة الألمانية بعد نهاية الحرب .

## معرض الصور

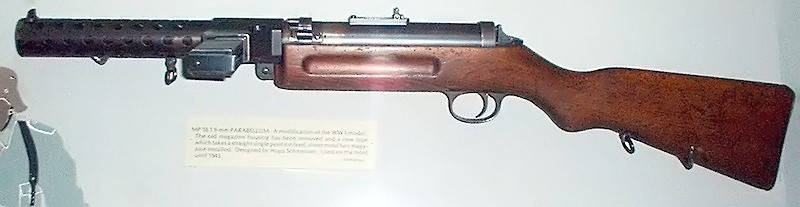
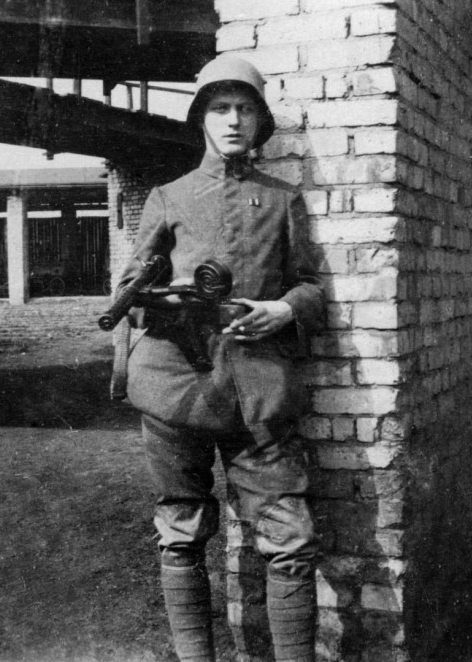
جندي ألماني من قوات العاصفة ربيع سنة 1918 شمال فرنسا ، يظهر مع رشاشه إم بي 18 .